# HC Vita Hästen
Le HC Vita Hästen est un club de hockey sur glace de Norrköping en Suède. Il évolue en Allsvenskan, le deuxième échelon suédois.

## Historique
Le club est créé en 1967.

## Palmarès
- Aucun titre.